# Одрехівський Іван Павлович
Іван Павлович Одрехі́вський (10 жовтня 1923, Вілька — 4 грудня 1994, Львів) — український майстер художнього різьблення по дереву; член Спілки радянських художників України з 1958 року.

## З біографії
Народився 10 жовтня 1923 року в селі Вільках (нині не існує, територія Польщі). Син різьбяра Павла Одрехівського, брат скульптора Василя Одрехівського.
З 1945 року у Львові, працював в артілі імені Лесі Українки. Мешкав у будинку на вулиці Тернопільській, № 1 а, квартира № 23. Помер у Львові 4 грудня 1994 року.

## Творчість
Працював у галузі декоративного мистецтва (художнє різьблення), створював багатофігурні жанрові та анімалістичні композиції у традиціях лемківського народного різьблення. Серед робіт:
скульптура
- «Лемко і лемкиня» (1948);
- «Дударик» (1949);
- «Рубач» (1949; Національний художній музей України);
- «Свинарка» (1950; Національний художній музей України);
- «Олені» (1951);
- «Пастушка з ягням» (1952);
- «Косуля» (1954);
- «Дикий кабан» (1955);
- «Сім'я оленів» (1956);
- «Чабан» (1956; Музей етнографії та художнього промислу);
- «Вівчар» (1957);
- «Дикий кабан з вовками» (1958);
- «Колгоспниця» (1960);
- «Гуцулка на коні» (1963);
- «Мисливець» (1965);
- «Олекса Довбуш» (1965);
- «Верховинець» (1965);
- «Полювання» (1966);
- «Ланкова» (1969);
- «Танок» (1981);

декоративні тарілки
- «Думи мої, думи...» (1954; Національний музей українського народного декоративного мистецтва);
- «Перебендя» (1961);
- «Катерина» (1964);
- «Сліпий» (1964);
- «Соняшники» (1982);
- «Кленове листя»  (1984);

декоративна пластика
- «Олені» (1984);
- «Орел» (1985).

Брав участь у республіканських виставках з 1949 року, всесоюзних — з 1957 року, зарубіжних — з 1956 року.